# Dorylaimus labiatus
Dorylaimus labiatus is een rondwormensoort. De wetenschappelijke naam van de soort is voor het eerst geldig gepubliceerd door De Man.